# Feldkapelle (Wiesbaden)

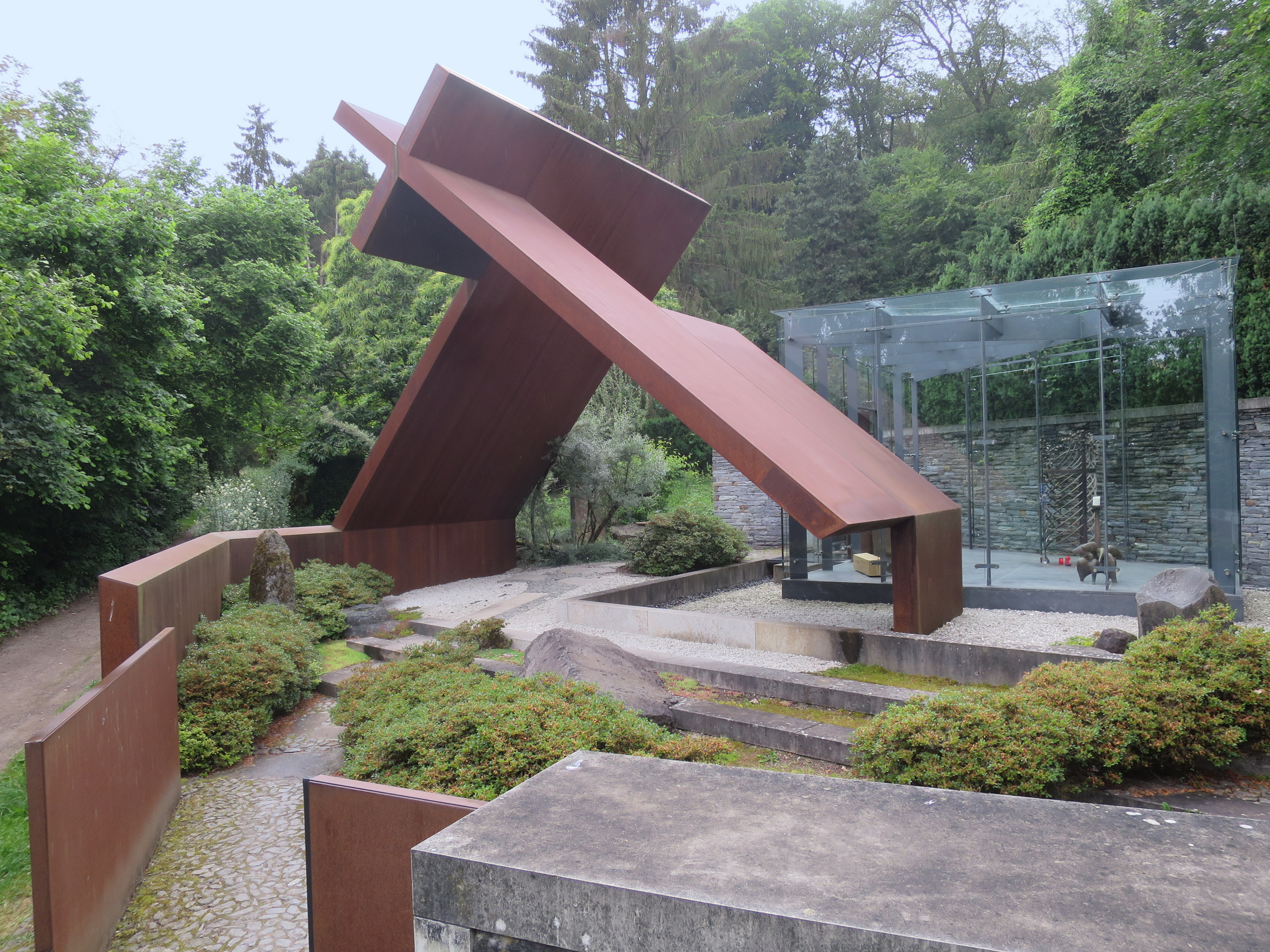
Feldkapelle Wiesbaden-Sonnenberg

Die Feldkapelle Wiesbaden-Sonnenberg ist eine moderne Feldkapelle im Wiesbadener Stadtteil Sonnenberg. Die Kapelle wurde privat gestiftet und gehört zur Stiftung Matthäus 7, 12.

## Geografische Lage

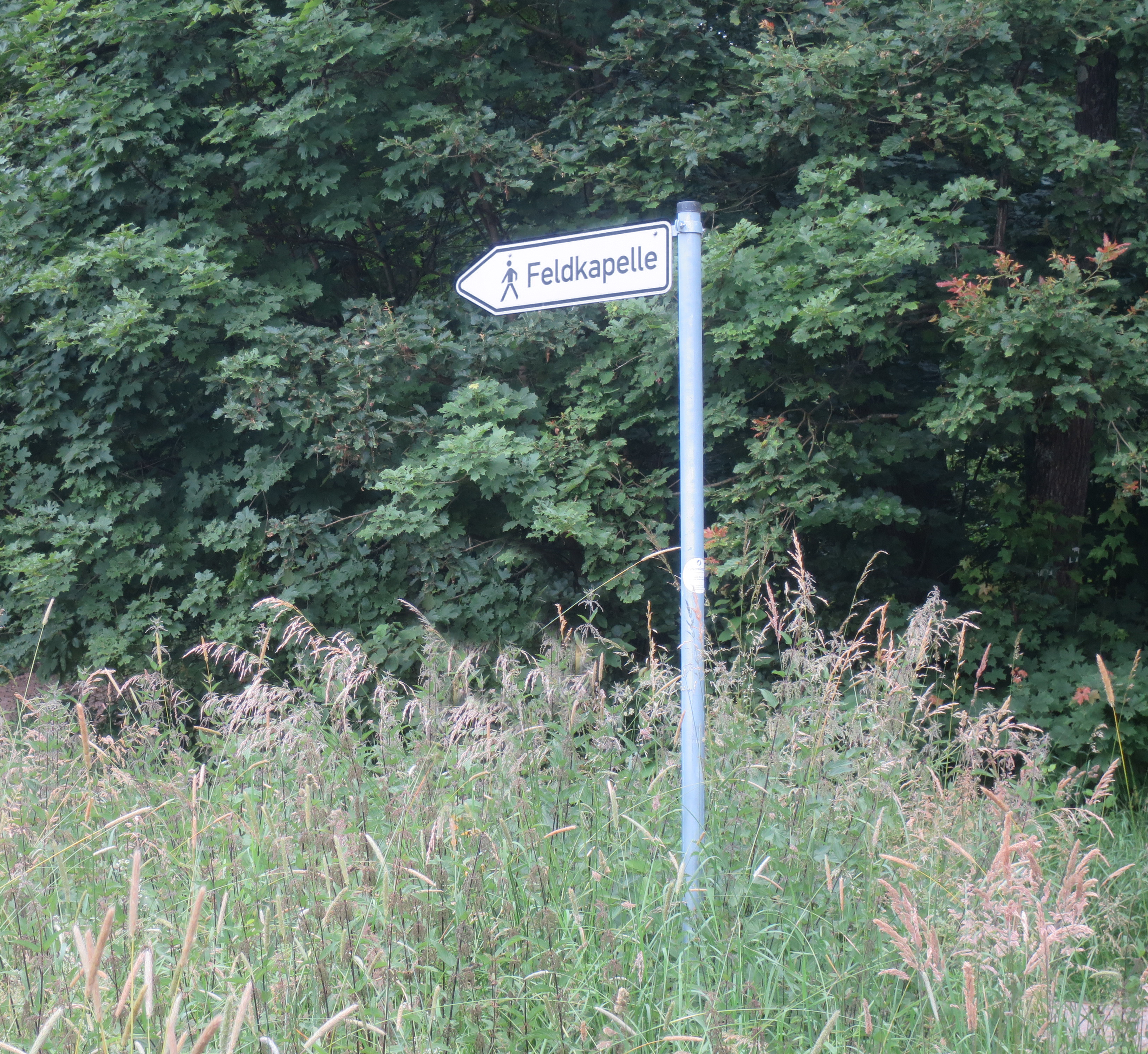
Hinweis im Feld

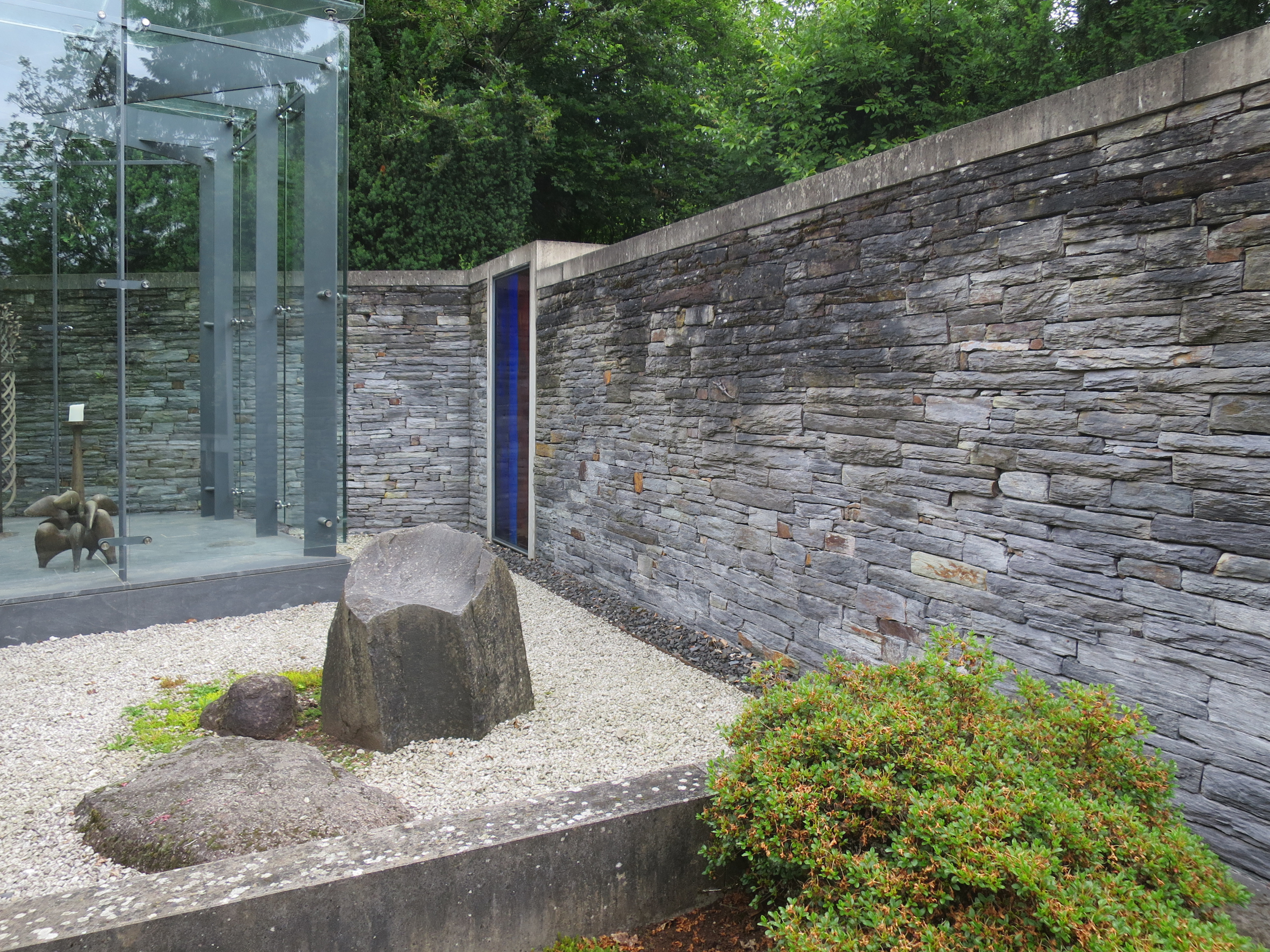
Umfassungsmauer

Die Kapelle liegt am Ende des Tennelbachtales. Der Tennelbach ist ein rechter Zufluss des Rambachs. Die Kapelle liegt an einem Waldrand, der an Streuobstwiesen grenzt und ist vom Wohngebiet in Sonnenberg fußläufig erreichbar. Die Kapelle und der sie umgebende Garten sind für Besucher offen und barrierefrei zugänglich.

## Geschichte
Die Feldkapelle wurde ab 2003 geplant und von dem Architekten Hans-Peter Gresser in enger Abstimmung mit der Stiftung Matthäus 7,12 konzipiert und gebaut. Der Genehmigungsprozess war langwierig, da der Bauplatz im Landschaftsschutzgebiet Stadt Wiesbaden liegt. Die Grundsteinlegung fand am 27. Oktober 2010, die Eröffnung am 25. August 2012 statt.

## Stiftungsgedanke
Der Grundgedanke der Stiftung und damit auch der Feldkapelle Wiesbaden stammt aus Mt 7,12 . Es handelt sich um die Goldene Regel, die nicht nur im Christentum, sondern auch im Judentum und im Islam Gültigkeit hat: „Alles nun, was ihr wollt, dass euch die Menschen tun, sollt ebenso auch ihr ihnen tun; denn das ist das Gesetz und die Propheten.“
Diesem Ansatz zufolge sollen Menschen in der Feldkapelle Wiesbaden zur Ruhe kommen, die Natur auf sich wirken lassen und neue Kraft schöpfen, um sich selbst und anderen Gutes tun zu können. Daher versuchten die Architekten, „einen Ort der Ruhe, des Verweilens, des Gebetes, des Friedens und der Kontemplation zu schaffen“. Die Feldkapelle ist überkonfessionell und für alle Menschen offen.
Der Stiftungszweck der Stiftung Matthäus 7, 12 wurde und wird insbesondere verwirklicht durch finanzielle Zuschüsse oder konkrete Vorhaben zum Bau, Ausbau, Ausstattung und Er- sowie Unterhaltung der Kapelle in Wiesbaden-Sonnenberg.

## Anlage
Die Anlage ist als „hortus conclusus“ gestaltet: Das Kapellengebäude steht in einer Außenanlage, die von einer Einfriedung umgeben ist.
Die Kapelle selbst ist ein rundum durchsichtiger Glaskubus auf trapezförmigem Grundriss von 6,75 m × 5,40 m – nur die Tür ist aus Cortenstahl. Das tragende Stahlgerüst wirkt fast unsichtbar. Sie ist 3,75 m hoch und steht auf einem Steinsockel. In dem Glaskubus befindet sich eine Skulptur aus Bronze von Gernot Rumpf, die den brennenden Dornbusch darstellt, ein Kerzenständer und eine Bank als Sitzgelegenheit.
Die Kapelle ist von einer Einfriedung umgeben, die zum Teil aus einer Trockenmauer aus Moselschiefer besteht, zum Teil aus Cortenstahlplatten. An der Ostseite der Mauer ist ein Buntglasfenster mit drei senkrechten Farbstreifen (zwei breitere außen und ein Trennstreifen in der Mitte) eingelassen. Der blaue Streifen soll an den Nachthimmel und den Blick ins Universum erinnern, die rot-gelbe Scheibe einen Sonnenaufgang symbolisieren. Dadurch soll der Betrachter hier „Tag und Nacht, Morgen und Abend, Alpha und Omega“ erleben. Außer der Kapelle birgt die Umfriedung noch weitere Elemente:
- Ein riesiges, 6,70 m hohes, schräg gelegtes Kreuz aus Cortenstahl, das in Richtung des Durchgangs maximale 8,50 m breit ist und unter dem die Besucher über einen ansteigenden, gepflasterten Weg zum Eingang der Kapelle hindurchgehen. Das Kreuz besteht aus zwei L-förmigen, rechtwinklig ineinander gefügten Platten. Im Fundament der Kapelle sind ein Olivenzweig und Olivenöl vom See Genezareth eingebettet.
- Die Skulptur „Die Sandalen des Mose“[10], ebenfalls aus Bronze und von Georg Rumpf geschaffen, befindet sich vor der Eingangstür der Kapelle. Zusammen mit dem Dornbusch in der gänzlich durchsichtigen Kapelle wird so die Szene der Berufung des Mose auf dem Berg Horeb, die sich ja ebenfalls im Freien abspielte, evoziert[11], in der sich JHWH Mose offenbart. Die Symbolik wurde in Zusammenarbeit mit Pfarrer Sascha Jung (Limburg) entwickelt.
- Einen kleinen Garten in der japanischen Ästhetik des Wabi-Sabi, der die übrige Freifläche gestaltet.

Die Architektur lebt von der Spannung zwischen Gegensätzen, Schwere und Leichtigkeit, Innen und Außen, Organisches und Anorganisches, Cortenstahl, Moselschiefer und Glas.